# Macropodus hongkongensis
Macropodus hongkongensis är en fiskart som beskrevs av Jörg Freyhof och Ferdinand Gottfried Theobald Maximilian von Herder 2002. Macropodus hongkongensis ingår i släktet Macropodus och familjen Osphronemidae. Inga underarter finns listade i Catalogue of Life.